# Symmachia eraste
Symmachia eraste är en fjärilsart som beskrevs av Bates 1868. Symmachia eraste ingår i släktet Symmachia och familjen Riodinidae. Inga underarter finns listade i Catalogue of Life.